# دورنیه دو آر
دورنیه دو آر (به انگلیسی: Dornier_Do_R) یک هواگرد از نوع قایق پرنده هواپیمای مسافربری ساخت شرکت دورنیه فلوکتسایک‌ورک در آلمان است. هواگرد دورنیه دو آر نخستین پروازش را در سپتامبر ۱۹۲۶ میلادی انجام داد. در مجموع، تعداد ۱۹ فروند از این هواگرد ساخته شده‌است.